# Porzione Massiccia Crew
La Porzione Massiccia Crew, connue comme PMC, est un collectif hip-hop italien, originaire de Bologne. Le groupe est formé en 1992 et séparé en 2005.

## Biographie

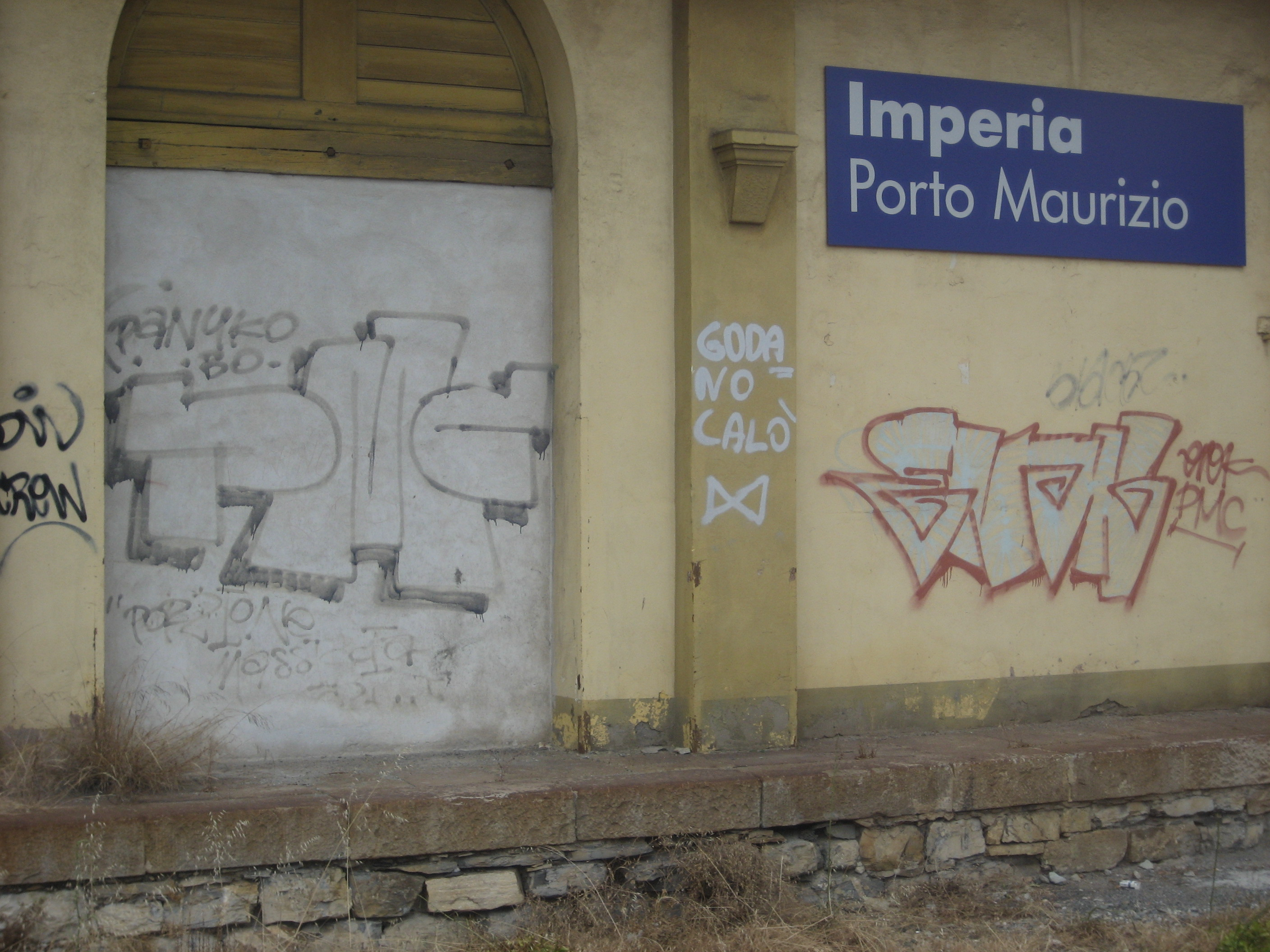
Graffiti de la Porzione Massiccia Crew à Porto Maurizio, Imperia. : Pazo (Paniko) et Inoki (Enok).

La Porzione Massiccia Crew est formée en 1992 sous l'initiative de Inoki, Pazo et Gianni KG, initialement sous forme d'un crew de graffeurs : Inoki se surnommait Enok et Pazo se surnommait Paniko. En 1998, le collectif débute dans la scène musicale avec la publication d'une mixtape intitulée Demolizione 1, qui fait également participer Joe Cassano, Rischio, Word, DJ Locca et DJ Iena du côté PMC, et d'autres artistes externes comme Shezan il Ragio, Fabri Fibra, Chime Nadir, Deda et DJ Lugi. En 1999, ils accueillent Lamaislam et Nest.
En 2001, Inoki publie l'album 5º Dan, qui fait participer Lamaislam, Rischio, Nest, Gianni KG, Word et les nouveaux membres Royal Mehdi et Shablo aux chants, ainsi que DJ Jay Kay, Next One, DJ Locca et DJ Iena ; l'album contient la chanson Stile di Joe de Joe Cassano, membre du collectif depuis 1999. En 2002, Rischio publie l'EP Monodroga et suit avec Demolizione 2, second album de la PMC qui regroupe tous les membres du collectif (Inoki, Lamaislam, Gianni KG, Nest, Royal Mehdi, Rischio, Word, Shablo, DJ Jay Kay, DJ Iena e DJ Locca) et les nouveaux membres Mopashà, Nunzio StreetChild et Gora ; l'album fait participer des rappeurs et groupes américains tels que Nas, Arab, Booba, Tragedy Khadafi, Black Moon et Raekwon.
En 2004, la PMC collabore avec le Club Dogo pour la mixtape PMC VS Club Dogo - The Official Mixtape, qui regroupe du côté PMC : Inoki, Lamaislam, Gianni KG, Nunzio StreetChild, Mopashà, Royal Mehdi, Rischio, Word, Shablo et DJ Locca, et du côté Club Dogo : Vincenzo da Via Anfossi, Marracash et DJ El Dedo.

## Style musical
Le PMC a un style street-rap plus complexe d'autres groupes de hip-hop italien, et s'inspire de la politique. Il essaye d'éviter technicités ou artifices linguistiques, donc il faut les écouter plusieurs fois pour en cueillir pleinement toutes les potentialités. Les textes sont imprégnés de colère et caractérisé par un certain impact communicatif. La composition multiculturelle produit quelques rap en langue anglaise, française (Lamaislam, Royal Mehdi, Mr. Brown) et arabe (Lamaislam). 

## Discographie
- 2001 : V Dan
- 2004 : PMC VS Club Dogo The Official Mixtape